# Geonoma longipedunculata
Geonoma longipedunculata är en enhjärtbladig växtart som beskrevs av Karl Ewald Maximilian Burret. Geonoma longipedunculata ingår i släktet Geonoma och familjen Arecaceae. Inga underarter finns listade i Catalogue of Life.